# Conrath
Conrath è un comune degli Stati Uniti, situato in Wisconsin, nella Contea di Rusk.